# Pengshan

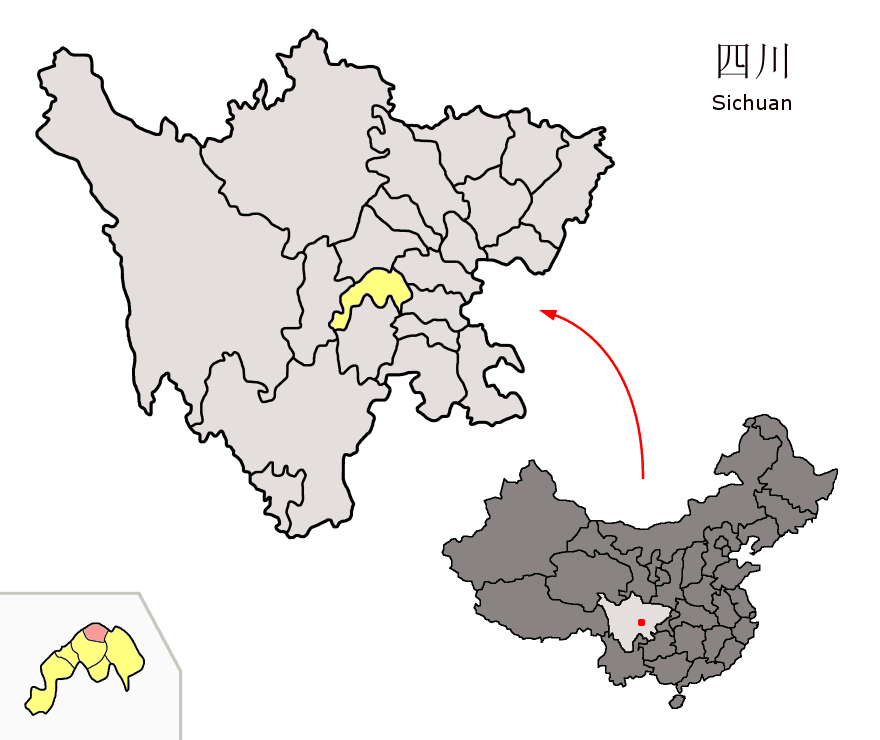
Lage des Stadtbezirks Pengshan (rosa) in Meishan (gelb).

Pengshan (chinesisch 彭山区, Pinyin Péngshān Qū) ist ein Stadtbezirk der bezirksfreien Stadt Meishan in der chinesischen Provinz Sichuan. Die Einwohnerzahl beträgt 328.236 (Stand: Zensus 2020). 1999 zählte Pengshan 322.155 Einwohner.
Die Felsgräber von Jiangkou (Jiangkou yamu 江口崖墓) in der Großgemeinde Jiangkou (江口镇) stehen seit 2001 auf der Liste der Denkmäler der Volksrepublik China (5-177).